# Mohammed Tolo
Mohammed Daoud Tolo (arabisch محمد تولو; * 30. März 2001) ist ein saudi-arabischer Leichtathlet, der sich auf das Kugelstoßen spezialisiert hat. Seit 2024 ist er Inhaber des Asienrekordes in dieser Disziplin.

## Sportliche Laufbahn
Erste Erfahrungen bei internationalen Meisterschaften sammelte Mohammed Tolo im Jahr 2021, als er bei den Arabischen Meisterschaften in Radès mit einer Weite von 51,96 m den neunten Platz im Diskuswurf belegte. Im Jahr darauf gewann er bei den Islamic Solidarity Games in Konya mit 20,12 m die Silbermedaille im Kugelstoßen hinter dem Türken Alperen Karahan. 2023 gewann er bei den Arabischen Meisterschaften in Marrakesch mit 19,12 m die Bronzemedaille hinter den Ägyptern Mostafa Amr Hassan und Mohamed Magdi Hamza. Anschließend brachte er bei den Asienmeisterschaften in Bangkok keinen gültigen Versuch zustande und gewann dann im Oktober bei den Asienspielen in Hangzhou mit 20,18 m die Silbermedaille hinter dem Inder Tejinder Pal Singh. Im Jahr darauf siegte er mit 21,80 m beim Meeting Madrid und stellte damit einen neuen Asienrekord auf und löste damit den Inder Tejinder Pal Singh als Rekordhalter ab. Anschließend nahm er an den Olympischen Sommerspielen in Paris teil und schied dort mit 20,65 m in der Qualifikationsrunde aus. 2025 siegte er mit 19,70 m bei den Arabischen Meisterschaften in Oran, ehe er bei den Asienmeisterschaften in Gumi mit 19,92 m die Bronzemedaille hinter dem Iraner Mohammad Reza Tayebi und Xing Jialiang aus der Volksrepublik China gewann.
In den Jahren 2024 und 2025 wurde Tolo saudi-arabischer Meister im Kugelstoßen.

## Persönliche Bestleistungen
- Kugelstoßen: 21,80 m, 21. Juni 2024 in Madrid (Asienrekord)
- Diskuswurf: 54,65 m, 7. November 2022 in Riad